# 2795 Lepage
2795 Lepage è un asteroide della fascia principale interna. Scoperto nel 2001, presenta un'orbita caratterizzata da un semiasse maggiore pari a 2,296148 UA e da un'eccentricità di 0,029264, inclinata di 6,040698° rispetto all'eclittica. Ha un diametro di 5,882 km e un periodo di rotazione di 40,362 ore e un'albedo di 0,353.
Fa parte della famiglia di asteroidi Vesta.
L'asteroide è dedicato al matematico belga Théophile Lepage.